# Finland Ice Marathon

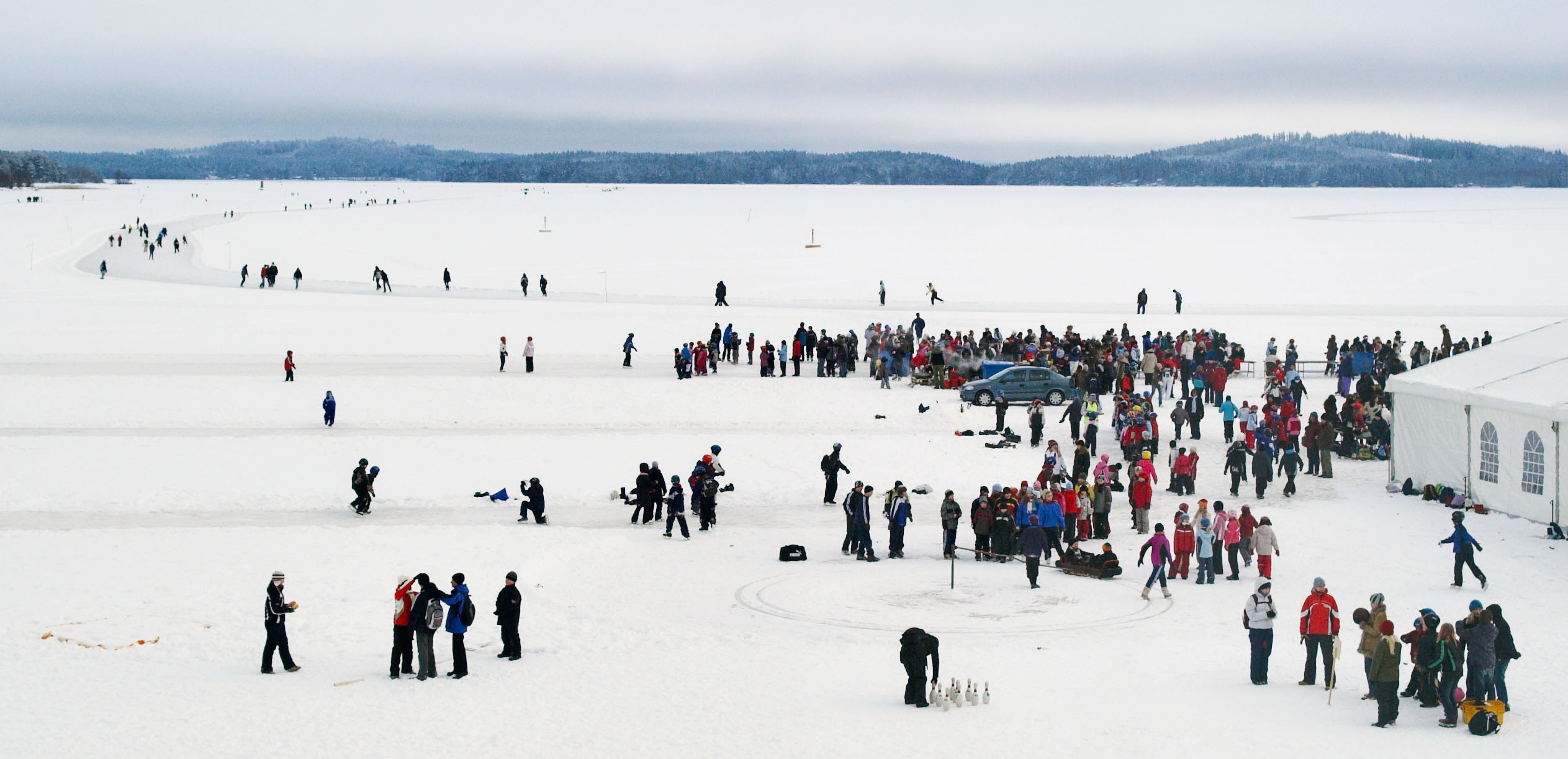
Finland Ice Marathon 2006

De Finland Ice Marathon is de grootste schaatsgebeurtenis van Finland, door Nederlanders ook wel "de alternatieve elfstedentocht" genoemd. Het vindt plaats in Kuopio en brengt jaarlijks een kleine 10.000 deelnemers uit verschillende landen bij elkaar. De baan wordt elk jaar schoongeveegd op het meer Kallavesi vlak bij de haven van Kuopio. 
De activiteiten, zoals toertochten spreiden zich uit over een week.
| Seizoen   | Datum    | Mannen                                                                  | Mannen           | Mannen               | Mannen  | Mannen  | Vrouwen                      | Vrouwen           | Vrouwen           | Vrouwen | Vrouwen |
| Seizoen   | Datum    | Goud                                                                    | Zilver           | Brons                | Afstand | Tijd    | Goud                         | Zilver            | Brons             | Afstand | Tijd    |
| --------- | -------- | ----------------------------------------------------------------------- | ---------------- | -------------------- | ------- | ------- | ---------------------------- | ----------------- | ----------------- | ------- | ------- |
| 2005-2006 | 18-02-06 | Tristan Loy                                                             | Arjen Becker     | René Ruitenberg      | 120 km  | 3.16.46 | —                            | —                 | —                 | —       | —       |
| 2006-2007 | 17-02-07 | Hotze Zandstra                                                          | Antero Kotijärvi | Youri Takken         | 200 km  | 6.54.24 | Nina Koponen                 | Anita Hyttinen    | Heidrun Bohler    | 100 km  | 4.36.07 |
| 2007-2008 | 23-02-08 | Casper Helling                                                          | Martijn van Es   | Tristan Loy          | 200 km  | 6.06.08 | Daniëlle Bekkering           | Anita Hyttinen    | Terhi Kokko       | 100 km  | 2.23.20 |
| 2008-2009 | 21-02-09 | Youri Takken                                                            | Hotze Zandstra   | Antero Kotijärvi     | 200 km  | 7.17.13 | Anita Hyttinen               | Heidrun Bohler    | Merja Lumme       | 100 km  | 4.10.02 |
| 2009-2010 | 20-02-10 | Kurt Wubben                                                             | Klaas de Weerd   | Jan Maarten Heideman | 100 km  | 2.57.05 | —                            | —                 | —                 | —       | —       |
| 2010-2011 | 19-02-11 | Hotze Zandstra                                                          | Antero Kotijärvi | Jan Aalbers          | 140 km  | 4.53.44 | Maria Miettinen              | Kirsti Laurila    | Tuula Keronen     | 80 km   | 3.19.35 |
| 2011-2012 | 25-02-12 | Youri Takken                                                            | Jarkko Koponen   | Hotze Zandstra       | 200 km  | 7.26.05 | Anita Hyttinen               | Maria Miettinen   | Susanna Ylinen    | 90 km   | 3.34.14 |
| 2012-2013 | 23-02-13 | Hotze Zandstra                                                          | Antero Kotijärvi | Youri Takken         | 200 km  | 7.42.31 | Susanna Ylinen               | Eve Lahti         | Sanna Karjalainen | 100 km  | 3.51.53 |
| 2013-2014 | 22-02-14 | Youri Takken                                                            | Jarkko Koponen   | Jan Aalbers          | 200 km  | 7.36.50 | Ylinen Susanna               | Kirsi Korpijärvi  | Sanna Karjalainen | 100 km  | 3.51.40 |
| 2014-2015 | 21-02-15 | Jan Aalbers Vincent Groen Mikko Joensuu Jarkko Koponen Antero Kotijärvi |                  |                      | 39 km   | 1.25.03 | Sophie Veldhuizen van Zanten | Marjolein Mulders | Laura Kok         | 39 km   | 2.05.02 |
| 2015-2016 | 27-02-16 | Jan Aalbers                                                             | Ossi Siippu      | Youri Takken         | 100 km  | 3.22.26 | Kirsi Korpijärvi             | Riina Airaksinen  | Kirsti Siikamäki  | 60 km   | 2.21.06 |
| 2017-2018 | 24-02-18 | Jarkko Koponen                                                          | Ossi Siippu      | Henk Hendrix         | 200 km  | 7.34.05 | Susanna Ylinen               | Kirsi Korpijärvi  | Kirsti Siikamäki  | 100 km  | 3.52.22 |